# Marvin Thiele
Marvin Thiele (* 1. September 1998 in Glauchau) ist ein ehemaliger deutscher Fußballspieler. 

## Karriere
Er begann mit dem Fußballspielen in der Jugendabteilung des VfB Glauchau, wechselte dann 2009 zum Chemnitzer FC. Dort kam er auch zu seinem ersten Einsatz im Profibereich in der 3. Liga, als er 25. Februar 2018, dem 26. Spieltag, bei der 0:2-Auswärtsniederlage gegen den Karlsruher SC in der 79. Spielminute für Björn Kluft eingewechselt wurde. 2018 verließ Marvin Thiele den Chemnitzer FC und schloss sich wieder dem Landesligisten VfB Empor Glauchau an. Dort beendete er im Sommer 2021 seine Karriere.